# Peter Hartlich

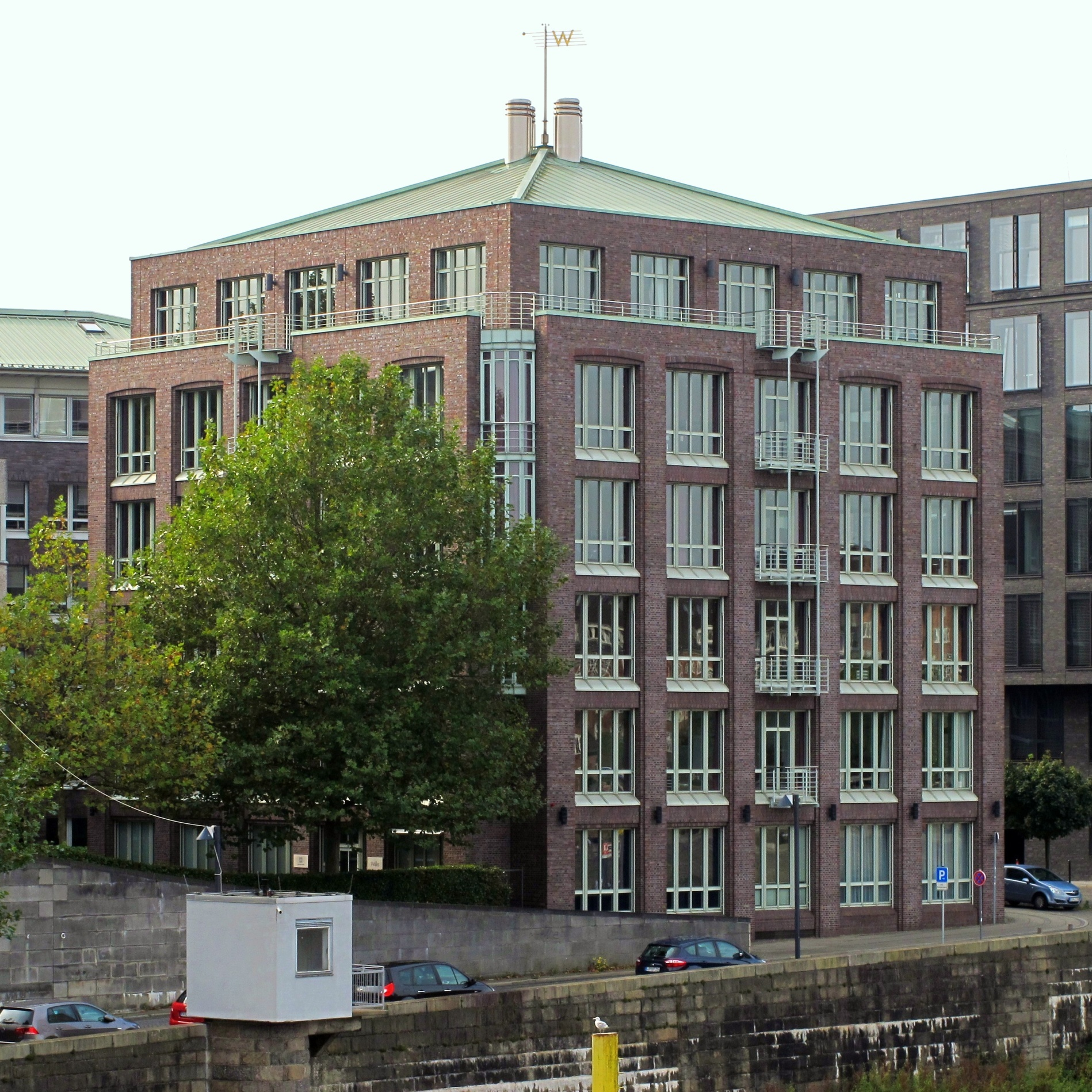
1992: Bürohaus Herrlichkeit 1

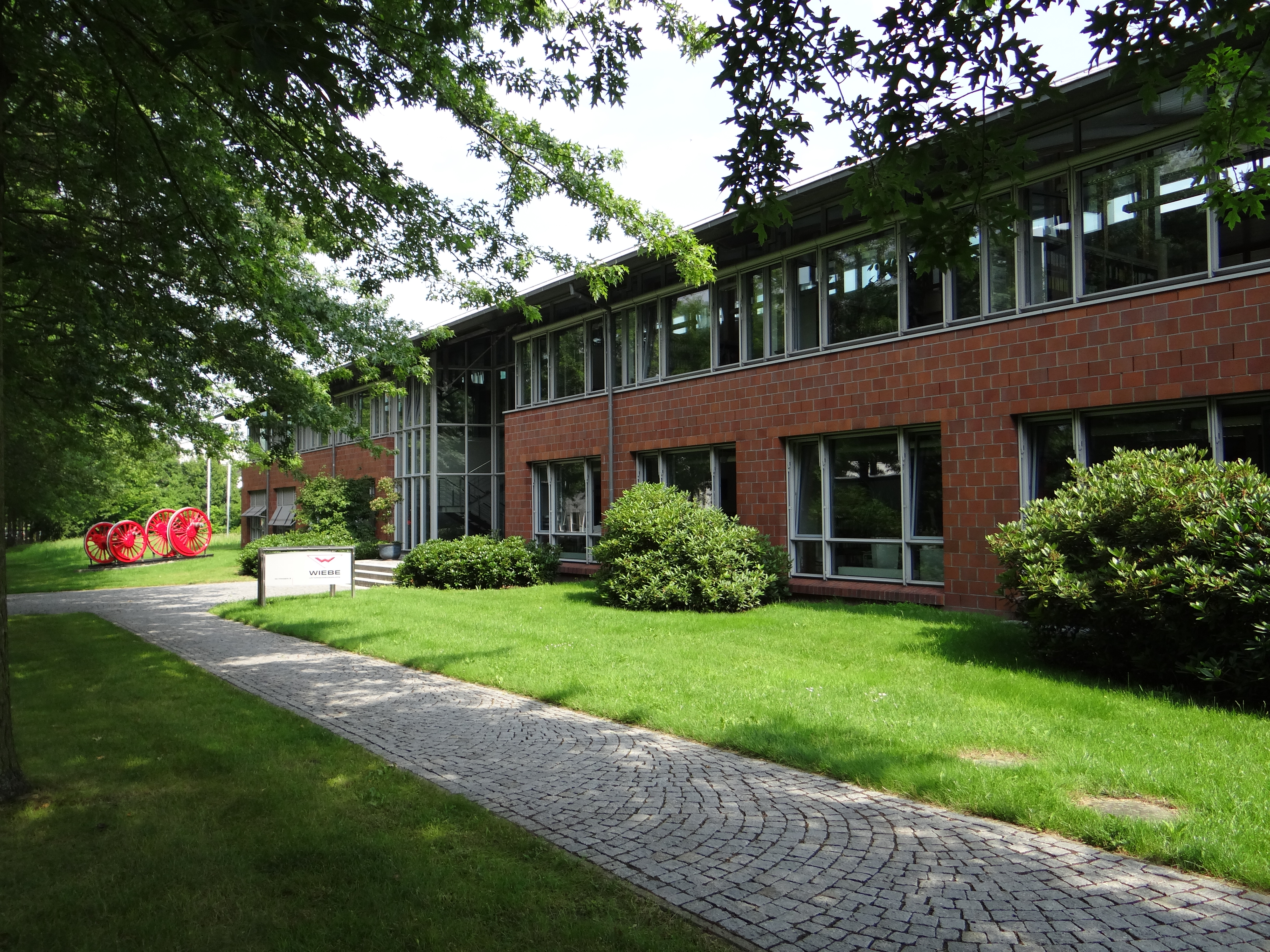
1993: Verwaltungsgebäude H. F. Wiebe in Achim

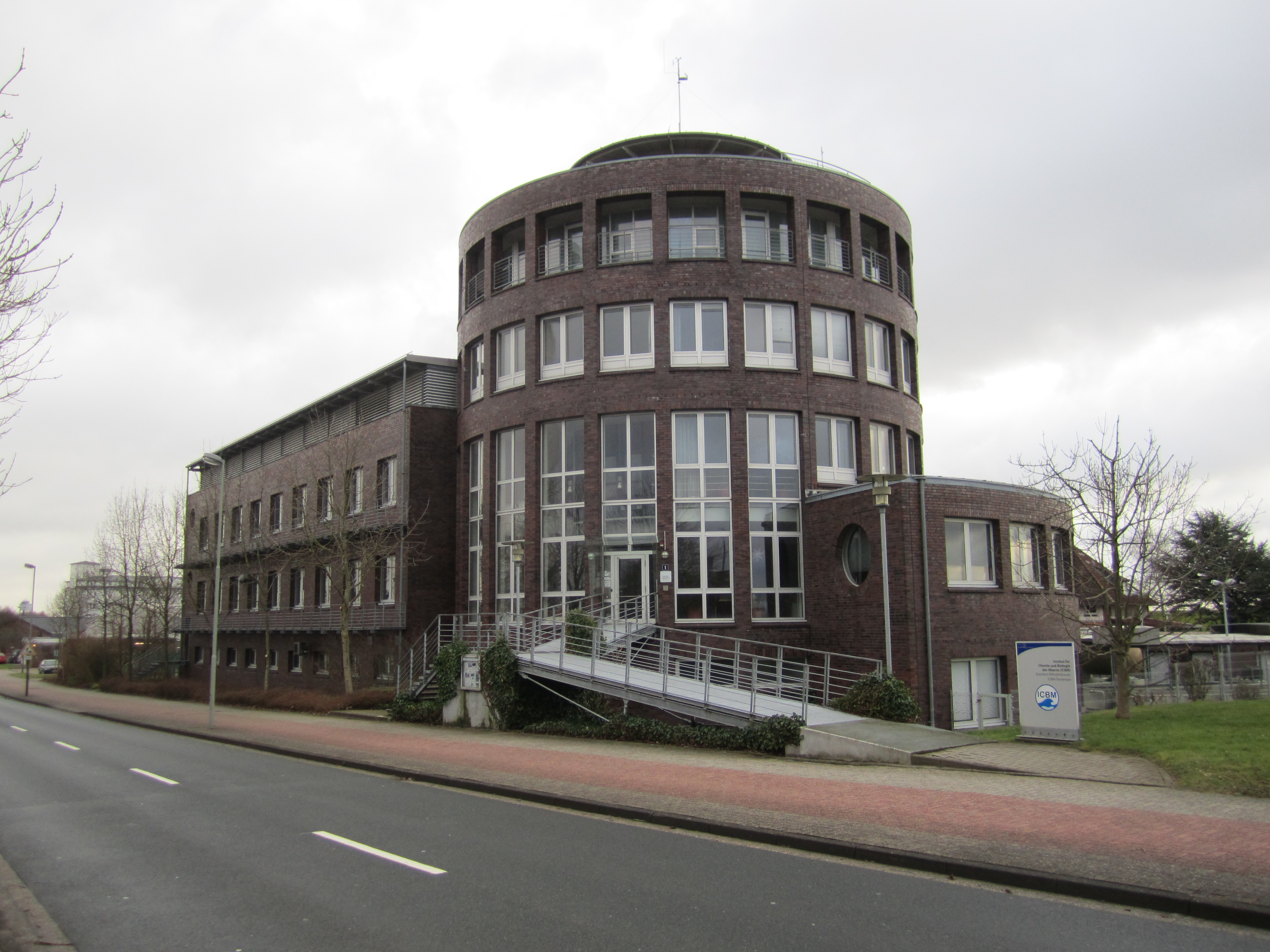
1994: Institutsgebäude in Wilhelmshaven

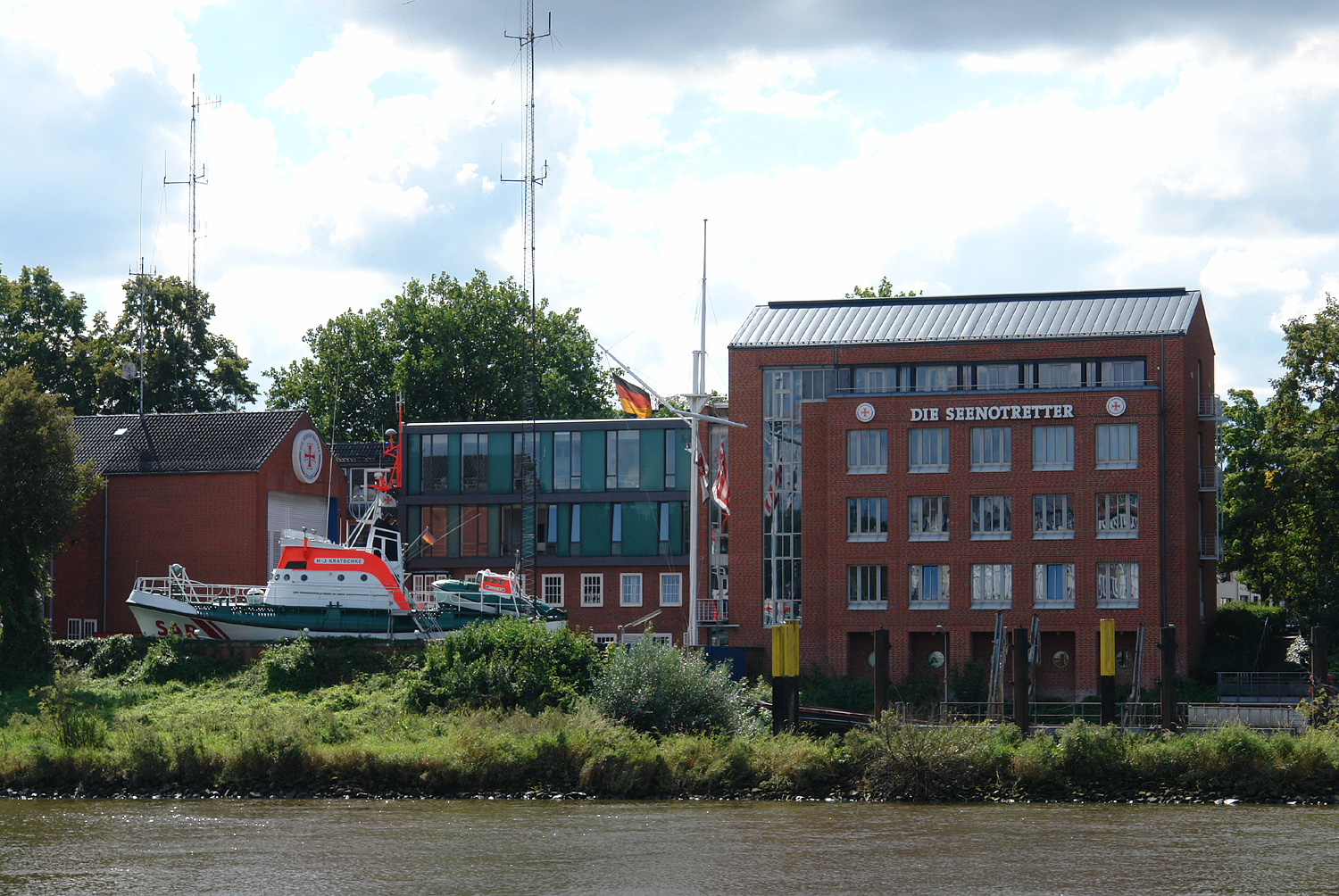
1995: DGzRS in Bremen

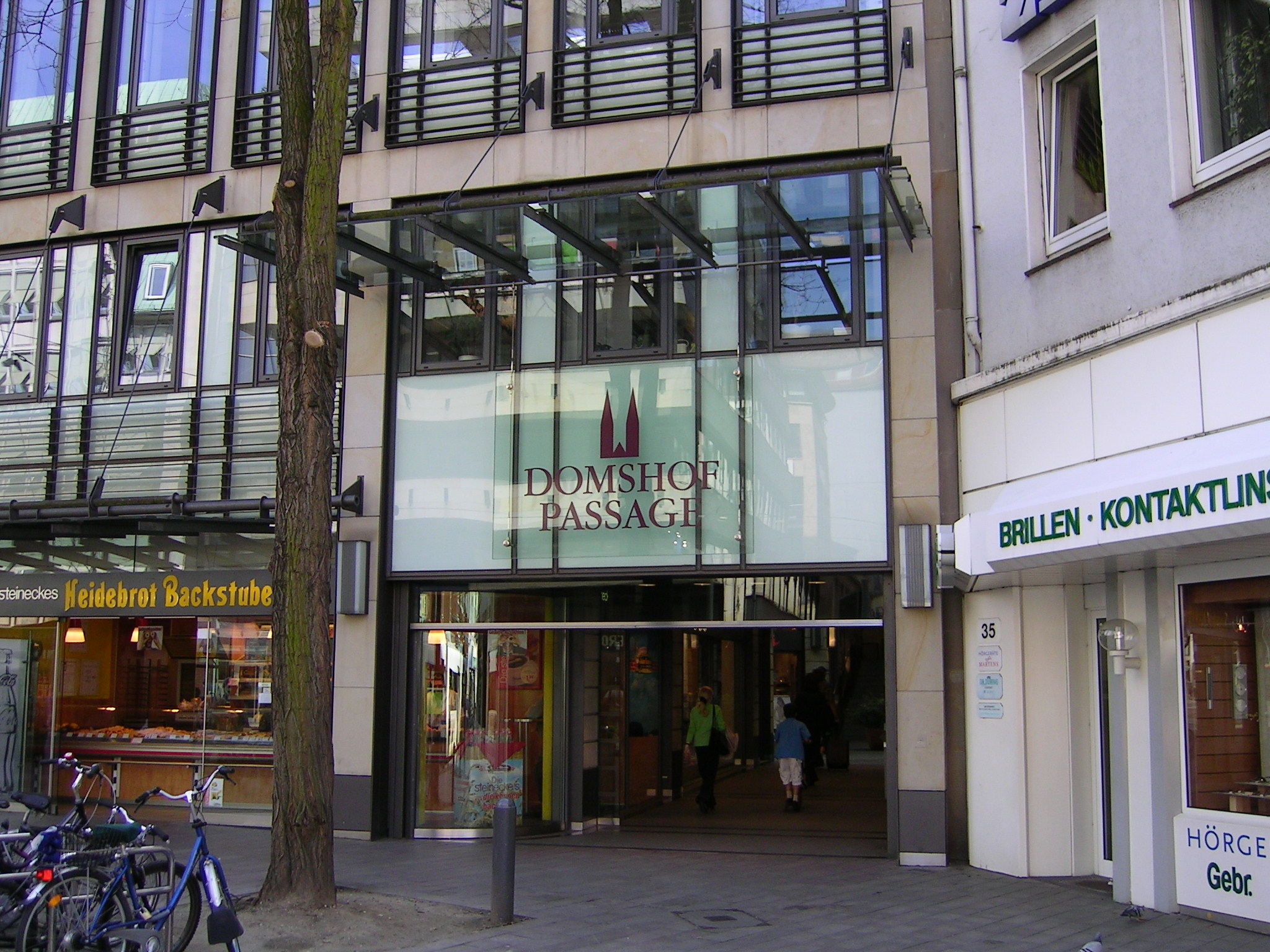
1998: Domshof-Passage in Bremen

Peter Hartlich (* 1944; † 1998 in Bremen) war ein deutscher Architekt.

## Biografie
Hartlich studierte von um 1963 bis 1969 Architektur an der Technischen Universität Braunschweig (Braunschweiger Schule), an der ETH Zürich (bei Bernhard Hoesli) und an der Technischen Universität Stuttgart. In Braunschweig lernte er seinen Studienfreund und späteren Büropartner Harm Haslob kennen.
Hartlich und Haslob gründeten 1970 in Bremen das Büro Haslob und Hartlich, das 1971 zum Büro Zill, Haslob und Hartlich, 1976 zum Büro Haslob, Hartlich und Schütz, 1995 zum Büro Haslob, Hartlich und Partner wurde. Das Büro schuf prägende Bauten in Bremen. Mehrere Bauwerke wie die Schulbauprojekte entstanden als Frühwerk mit noch stark spätmoderner und postmoderner Prägung. Die Architektur der später folgenden Bauten fügt sich in den Kontext der Zweiten Moderne ein. Das Büro wurde nach Hartlichs frühem Tod weitergeführt.
Hartlich war verheiratet. Sein Hobby waren das Malen und das Zeichnen – u. a. in Italien in der Künstlergruppe „Die malenden Vier“ mit den Bremer Architekten Harm Haslob, Helmut Rabien und Gert Schulze. Hartlich wurde auf dem Riensberger Friedhof in Bremen beerdigt.

## Auszeichnungen
- 1994: Anerkennung des BDA-Niedersachsen für das Verwaltungsgebäude der Firma H. F. Wiebe in Achim-Uesen

## Bauten
- 1974: Erweiterungsbau des St.-Remberti-Stifts in Bremen-Mitte
- 1970er Jahre: Schulzentrum in Leeste
- 1976: Förderschule in Bremen-Schwachhausen, Fritz-Gansberg-Straße 22 (gemeinsam mit Zill)
- 1979: Altenwohnheim des St.-Remberti-Stifts in Bremen-Mitte, Ortsteil Ostertor
- 1980er Jahre: Parkhaus an der Violenstraße in Bremen-Mitte
- 1986: Rathaus in Stuhr
- 198?: Berufsschule in Syke
- 1990: Friedhofskapelle in Stuhr
- 1990–1996: Wohnbebauung Teerhof in Bremen
- 1990: Lloyd-Passage in Bremen-Mitte (gemeinsam mit Rosengart und dem Büro Rhode Kellermann Wawrowsky)
- 1992: Bürohaus Wuppesahl / Bürohaus Herrlichkeit 1 auf dem Teerhof in Bremen[1]
- 1993: Verwaltungsgebäude der Firma H. F. Wiebe in Achim-Uesen
- 1993: Feuerwache in Heiligenrode
- 1994: Institutsgebäude des ICBM-Terramare in Wilhelmshaven, Südstrand
- 1995: Zentrale der Deutschen Gesellschaft zur Rettung Schiffbrüchiger (DGzRS) in Bremen-Neustadt[2]
- 1996: Umbau des Gebäudes der Deutschen Bank am Domshof in Bremen
- 1997: Passage Bürgerweide am Nordausgang des Hauptbahnhofs in Bremen
- 1998: Domshof-Passage am Domshof in Bremen[3]
- 1998: Bürohaus Victoria Versicherungsbörse auf dem Teerhof in Bremen